# Блисс, Люсиль
Люсиль Блисс (англ. Lucille Bliss; 31 марта 1916 или 31 мая 1916, Нью-Йорк, Нью-Йорк — 8 ноября 2012[…], Коста-Меса, Калифорния) — американская актриса кино, телевидения и озвучивания. В течение двух лет озвучивала Кролика-крестоносца — первого в мире мульт-персонажа, созданного специально для телевидения.

## Биография
Люсиль Тереза Блисс родилась 31 марта 1916 года в Нью-Йорке. Карьеру начала на радио в Сан-Франциско в 1940-х годах. Впервые попробовала себя как актриса озвучивания, дав свой голос Анастасии Тремейн в полнометражном мультфильме «Золушка», имевшем огромный успех. После этого на протяжении 57 лет озвучивала различных персонажей мультфильмов и видеоигр, изредка появлялась в эпизодических ролях в фильмах и сериалах.
Люсиль Блисс скончалась 8 ноября 2012 года на 97-м году жизни в больнице Mesa Verde Residential Care Center в городе Коста-Меса, штат Калифорния от пневмонии.

## Награды
- 2000, 19 марта — Премия «Молодой актёр» за озвучивание в мультфильме «Золушка», в честь полувекового юбилея ленты[6].
- 2000 — Награда Уинзора Маккея (англ. Winsor McCay Award) в рамках вручения кинопремии «Энни».

## Избранные работы

### Мультфильмы
- 1950 — Золушка / Cinderella — Анастасия Тремейн (в титрах не указана)
- 1950—1952 — Кролик-крестоносец / Crusader Rabbit — Кролик-крестоносец (в десяти эпизодах)
- 1958 — Спасти Робин Гуда / англ. Robin Hoodwinked — мышонок Таффи
- 1961 — Сто один далматинец / One Hundred and One Dalmatians — певица в ТВ-рекламе (в титрах не указана)
- 1961 — Флинтстоуны / The Flintstones — Хьюго (в одном эпизоде)
- 1981—1989 — Смурфики[уточнить] / The Smurfs — Смурфетта (в 223 эпизодах)
- 1982 — Секрет крыс / The Secret of NIMH — миссис Фитцгиббонс
- 2001—2002, 2004, 2006 — Захватчик Зим / Invader Zim — мисс Биттерс (в четырнадцати эпизодах)
- 2005 — Роботы / Robots — старушка, кормящая голубей
- 2005 — Дак Доджерс / Duck Dodgers — библиотекарь (в одном эпизоде)
- 2005 — Аватар: Легенда об Аанге / Avatar: The Last Airbender — Ягада (в двух эпизодах)

### Фильмы и сериалы
- 1987 — Убийство / Assassination — Кроун
- 1988 — Прошлой ночью / The Night Before
- 1988 — Миля чудес / Miracle Mile — старушка в кафе
- 1991 — Медсёстры / Nurses — пациентка (в одном эпизоде)
- 1993 — Городские истории / Tales of the City — дама в автомобиле (в одном эпизоде)
- 1996 — Крик / Scream — кассирша
- 1999 — Детектив Нэш Бриджес / Nash Bridges — Одри (в одном эпизоде)

### Видеоигры
- 1995 — Space Quest 6: The Spinal Frontier — Шарпей / Уэйтрон
- 2002 — Star Wars: Bounty Hunter / англ. Star Wars: Bounty Hunter — Розатта